# 甘肅省 (清朝)
甘肃省（穆麟德轉寫：g'an su golo），为清朝的内地十八省的一个省。

## 督抚沿革
清朝沿用明朝在陕西承宣布政使司西部设立甘肃巡抚、宁夏巡抚。凉州将军，雍正十三年（1735年）置，驻凉州府。甘肃巡抚，康熙元年（1662）， 驻凉州府。1664年设甘肃按察使。1665年，裁撤宁夏巡抚。1666年右布政使和甘肃巡抚改驻兰州府，1667年陕西右布政使司改为甘肃布政使司。1754年，陕甘总督从西安改驻肃州。1759年，陕甘总督改为川陕总督，甘肃巡抚改为甘肃总督，驻凉州府。次年，恢复陕甘总督和四川总督的建制，1764年，裁撤甘肃巡抚，陕甘总督兼管巡抚事务，驻兰州府。1884年，新疆建省，陕甘总督管辖陕西、甘肃、新疆三省。

## 行政区划
| 甘肃省行政区划图（1820年，不含新疆）                                                        |
| 凉州府 平凉府 庆阳府 泾州 宁夏府 西宁府 甘州府 兰州府 巩昌府 属巩昌府 阶州 秦州 肃州 安西州 |

清朝下轄八府、一直隸廳、六直隸州，共計六州、八廳、四十七縣：

### 兰州道
- 兰州府，治今甘肃省兰州市，原为临洮府，驻狄道县，1738年，改为兰州府，兰州改为皋兰县。
  - 下辖：皋兰县（附郭）、狄道州（1738年狄道县改）、金县、渭源县、靖远县（1714年卫改厅，1730年改县）。

### 平庆泾固化道
- 平凉府，治今甘肃省平凉市
  - 下辖：平凉县（附郭）、华亭县、静宁州、隆德县、庄浪县（1776年裁撤，地入隆德县）。
- 庆阳府，治今甘肃省庆城县
  - 下辖：安化县（附郭）、合水县、环县、正宁县、宁州。
- 泾州直隶州，治今甘肃省泾川县，1777年由平凉府分设
  - 下辖：崇信县、镇原县、灵台县。
- 固原直隶州，治今宁夏固原市，1874年由平凉府分设
  - 下辖：平远县、海城县。
- 化平川直隶厅，治今宁夏泾源县

### 宁夏道
- 宁夏府，治今宁夏银川市，1724年改宁夏诸卫设
  - 下辖：宁夏县（附郭）、宁朔县（附郭）、平罗县、中卫县、灵州、宁灵厅（今吴忠市，1872年分灵州设）。

### 西宁道
- 西宁府，治今青海省西宁市，1724年改西宁诸卫设
  - 下辖：西宁县（附郭）、碾伯县、大通县、贵德厅（1791年设）、循化厅（1752年设）、丹噶尔厅（1829年设）、巴燕戎格厅（1743年设）。
  - 甘州府，治今甘肃省张掖市，1724年改甘州诸卫设
    - 下辖：张掖县（附郭）、山丹县、抚彝厅（1741年设）。

### 凉庄道
- 凉州府，治今甘肃省武威市，1724年改凉州诸卫设
  - 下辖：武威县（附郭）、镇番县、永昌县、古浪县、平番县、庄浪厅。

### 巩秦阶道
- 巩昌府，治今甘肃省陇西县
  - 下辖：陇西县（附郭）、安定县、会宁县、通渭县、宁远县、岷州（1730年卫改州）、伏羌县、西和县、洮州厅（1749年卫改厅）、漳县（1829年裁撤，地入陇西县）。
- 阶州直隶州，治今甘肃省陇南市，1728年由巩昌府分设
  - 下辖：文县、成县。
- 秦州直隶州，治今甘肃省天水市，1728年由巩昌府分设
  - 下辖：秦安县、清水县、礼县、徽县、两当县。

### 安肃道
- 肃州直隶州，治今甘肃省酒泉市，1724年改肃州诸卫设厅，1729年改为直隶州
  - 下辖：高台县。
- 安西直隶州，治今甘肃省瓜州县。1718年在嘉峪关外设柳沟直隶厅、靖逆直隶厅，1724年设安西直隶厅，柳沟直隶厅合并到靖逆直隶厅。1759年，靖逆直隶厅、安西直隶厅合并为安西府，1773年，改为安西直隶州
  - 下辖：渊泉县（附郭，1773年裁撤）、敦煌县（1759年设）、玉门县（1759年设）。

### 属新疆
- 镇西直隶厅
- 迪化直隶州
- 哈密直隶厅
- 吐鲁番直隶厅
- 喀喇沙尔直隶厅
- 库车直隶厅
- 乌什直隶厅
- 英吉沙尔直隶厅
- 玛喇巴什直隶厅
- 温宿直隶州
- 莎车直隶州
- 和阗直隶州
- 疏勒直隶州